# Temporada 2025 de TCR South America
La temporada 2025 de TCR South America es la quinta edición de dicho campeonato. El cronograma está pactado en diez eventos entre el 30 de marzo y el 14 de diciembre.

## Equipos y pilotos
| Equipo              | Auto                         | N.º | Piloto              | C | Carreras |
| ------------------- | ---------------------------- | --- | ------------------- | - | -------- |
| Honda YPF Racing    | Honda Civic Type-R TCR (FK7) | 88  | Adrián Chiriano     | T | Todas    |
| Honda YPF Racing    | Honda Civic Type-R TCR (FK7) | 44  | Leonel Pernía       |   | Todas    |
| Honda YPF Racing    | Honda Civic Type-R TCR (FK7) | 55  | Mariano Pernía      |   | Todas    |
| Honda YPF Racing    | Honda Civic Type-R TCR (FK7) | 33  | Nelson Piquet, Jr.  |   | Todas    |
| Honda YPF Racing    | Honda Civic Type-R TCR (FK7) | 85  | Tiago Pernía        |   | Todas    |
| Paladini Racing     | Toyota Corolla GRS TCR       | 36  | Carlos Silva        | T | 6        |
| Paladini Racing     | Audi RS3 LMS TCR (2017)      | 51  | Exequiel Bastidas   |   | 3-5      |
| Paladini Racing     | Lynk & Co 03 TCR             | 5   | Fabián Yannantuoni  |   | Todas    |
| Paladini Racing     | Lynk & Co 03 TCR             | 16  | Juan Ángel Rosso    |   | Todas    |
| Paladini Racing     | Toyota Corolla GRS TCR       | 95  | Santino Balerini    |   | 1-3      |
| Paladini Racing     | Toyota Corolla GRS TCR       | 11  | Tomás Fernández     | T | 6        |
| Paladini Racing     | Audi RS3 LMS SEQ             | 22  | Celso Neto          |   | 7        |
| PMO Racing          | Peugeot 308 TCR              | 21  | Benjamín Hites      |   | 6        |
| PMO Racing          | Peugeot 308 TCR              | 66  | Genaro Rasetto      |   | 1-5 y 7  |
| PMO Racing          | Peugeot 308 TCR              | 8   | Joaquín Cáfaro      |   | 5-6      |
| PMO Racing          | Peugeot 308 TCR              | 3   | Lucho Ramírez       |   | 1-5      |
| PMO Racing          | Peugeot 308 TCR              | 1   | Pedro Cardoso       |   | Todas    |
| PMO Racing          | Peugeot 308 TCR              | 84  | Fernando Croce      |   | 7        |
| Cobra Racing Team   | Toyota Corolla GRS TCR       | 23  | Maria Nienkötter    | T | Todas    |
| W2 Pro GP           | Cupra León Competición TCR   | 133 | Fabricio Pezzini    |   | 1-5      |
| W2 Pro GP           | Cupra León Competición TCR   | 60  | Juan Manuel Casella |   | 6        |
| W2 Pro GP           | Cupra León Competición TCR   | 77  | Raphael Reis        |   | Todas    |
| W2 Pro GP           | Cupra León Competición TCR   | 293 | Leonardo Reis       |   | 7        |
| Porthack Racing     | Honda Civic Type-R TCR (FK7) | 19  | Enzo Gianfratti     | T | 2-6      |
| G Racing Motorsport | Cupra León Competición TCR   | 19  | Enzo Gianfratti     | T | 7        |
| Fuente:             |                              |     |                     |   |          |

| Icono | C           |
| ----- | ----------- |
| T     | Copa Trophy |

La séptima etapa marca las llegadas de los brasileños Celso Neto en un Audi RS3 de Paladini Racing, Fernando Croce en un Peugeot 308 TCR de PMO Racing y Leonardo Reis en un Cupra León VZ de W2 Pro GP.
También marcará el debut de un nuevo equipo en la serie, G Racing Motorsport. Este equipo se une a la serie con un Cupra León Competición pilotado por Enzo Gianfratti, quien deja el Honda Civic Type R FK7 de Porthack Racing.

## Calendario
La ronda de Curvelo marca un momento especial para el automovilismo latinoamericano. La categoría más grande de Brasil y la principal competencia sudamericana de automovilismo se darán cita en el Circuito dos Cristais de Curvelo. La BRB Stock Car Pro Series compartirá el circuito en la región central del estado de Minas Gerais con el TCR Sudamérica Banco BRB, en un evento que también será la ronda inaugural de la temporada del TCR Brasil Banco BRB.
Concluyó una reunión entre Vicar, organizador de la Stock Car Pro Series y TCR Sudamérica, y los equipos de cada categoría. Se decidió trasladar la carrera de la temporada 2025 de Minas Gerais al Circuito dos Cristais, ubicado en Curvelo, en sustitución de la carrera de Belo Horizonte. Programada para el fin de semana del 16 y 17 de agosto, la reunión marcará el regreso de la principal categoría de carreras de Brasil al circuito de Minas Gerais.
| Ronda    | Circuito                                              | Fecha           |
| -------- | ----------------------------------------------------- | --------------- |
| 1        | Autódromo Municipal Juan Manuel Fangio, Rosario       | 30 de marzo     |
| 2        | Autódromo Ciudad de Oberá                             | 20 de abril     |
| 3        | Circuito San Juan Villicum, Albardón                  | 11 de mayo      |
| 4        | Autódromo de Termas de Río Hondo, Termas de Río Hondo | 1 de junio      |
| 5        | Polideportivo Ciudad de Mercedes, Mercedes            | 13 de julio     |
| 6        | Autódromo Víctor Borrat Fabini, El Pinar              | 27 de julio     |
| 7        | Circuito dos Cristais, Curvelo                        | 17 de agosto    |
| 8        | A definir, Rio Grande do Sul                          | 26 de octubre   |
| 9        | Autódromo Internacional Ayrton Senna, Goiânia         | 16 de noviembre |
| 10       | Autódromo José Carlos Pace, São Paulo                 | 14 de diciembre |
| Fuentes: |                                                       |                 |

## Resultados
| Ronda   | Ronda | Ronda               | Pole Position      | Vuelta rápida      | Piloto ganador     | Equipo ganador   | Ganador Copa Trophy | Info                 |
| ------- | ----- | ------------------- | ------------------ | ------------------ | ------------------ | ---------------- | ------------------- | -------------------- |
| 1       | 2     | Rosario             | Tiago Pernía       | Fabián Yannantuoni | Leonel Pernía      | Honda YPF Racing | Adrián Chiriano     | [ 11 ] [ 12 ]        |
| 1       | 3     | Rosario             | Sin disputa        | Nelson Piquet, Jr. | Fabricio Pezzini   | W2 Pro GP        | Maria Nienkötter    | [ 11 ] [ 12 ]        |
| 2       | 4     | Oberá               | Leonel Pernía      | Tiago Pernía       | Leonel Pernía      | Honda YPF Racing | Adrián Chiriano     | [ 13 ] [ 14 ]        |
| 2       | 5     | Oberá               | Sin disputa        | Nelson Piquet, Jr. | Juan Ángel Rosso   | Paladini Racing  | Enzo Gianfratti     | [ 13 ] [ 14 ]        |
| 3       | 6     | Albardón            | Leonel Pernía      | Leonel Pernía      | Leonel Pernía      | Honda YPF Racing | Adrián Chiriano     | [ 15 ] [ 16 ]        |
| 3       | 7     | Albardón            | Sin disputa        | Fabricio Pezzini   | Fabricio Pezzini   | W2 Pro GP        | Enzo Gianfratti     | [ 15 ] [ 16 ]        |
| 4       | 8     | Termas de Río Hondo | Nelson Piquet, Jr. | Leonel Pernía      | Pedro Cardoso      | PMO Racing       | Enzo Gianfratti     | [ 18 ] [ 19 ]        |
| 4       | 9     | Termas de Río Hondo | Sin disputa        | Fabricio Pezzini   | Fabián Yannantuoni | Paladini Racing  | Adrián Chiriano     | [ 18 ] [ 19 ]        |
| 5       | 10    | Mercedes            | Nelson Piquet, Jr. | Leonel Pernía      | Leonel Pernía      | Honda YPF Racing | Enzo Gianfratti     | [ 21 ] [ 22 ]        |
| 5       | 11    | Mercedes            | Sin disputa        | Pedro Cardoso      | Juan Ángel Rosso   | Paladini Racing  | Maria Nienkötter    | [ 21 ] [ 22 ]        |
| 6       | 12    | El Pinar            | Nelson Piquet, Jr. | Raphael Reis       | Leonel Pernía      | Honda YPF Racing | Adrián Chiriano     | [ 23 ] [ 24 ] [ 25 ] |
| 6       | 13    | El Pinar            | Sin disputa        | Nelson Piquet, Jr. | Raphael Reis       | W2 Pro GP        | Adrián Chiriano     | [ 23 ] [ 24 ] [ 25 ] |
| 7       | 14    | Curvelo             | Tiago Pernía       | Raphael Reis       | Tiago Pernía       | Honda YPF Racing | Enzo Gianfratti     | [ 27 ] [ 28 ]        |
| 7       | 15    | Curvelo             | Sin disputa        | Pedro Cardoso      | Juan Ángel Rosso   | Paladini Racing  | Adrián Chiriano     | [ 27 ] [ 28 ]        |
| 8       | 16    | TBA                 | Bandera de ?       | Bandera de ?       | Bandera de ?       | Bandera de ?     | Bandera de ?        |                      |
| 8       | 17    | TBA                 |                    | Bandera de ?       | Bandera de ?       | Bandera de ?     | Bandera de ?        |                      |
| 9       | 18    | Goiânia             | Bandera de ?       | Bandera de ?       | Bandera de ?       | Bandera de ?     | Bandera de ?        |                      |
| 9       | 19    | Goiânia             |                    | Bandera de ?       | Bandera de ?       | Bandera de ?     | Bandera de ?        |                      |
| 10      | 18    | Interlagos          | Bandera de ?       | Bandera de ?       | Bandera de ?       | Bandera de ?     | Bandera de ?        |                      |
| 10      | 19    | Interlagos          |                    | Bandera de ?       | Bandera de ?       | Bandera de ?     | Bandera de ?        |                      |
| Fuente: |       |                     |                    |                    |                    |                  |                     |                      |

## Puntuaciones
Fuente:
Ronda 1
| Pos.          | 1.º           | 2.º           | 3.º           | 4.º           | 5.º           | 6.º           | 7.º           | 8.º           | 9.º           | 10.º          | 11.º          | 12.º          | 13.º          | 14.º          | 15.º          |
| Clasificación | Clasificación | Clasificación | Clasificación | Clasificación | Clasificación | Clasificación | Clasificación | Clasificación | Clasificación | Clasificación | Clasificación | Clasificación | Clasificación | Clasificación | Clasificación |
| ------------- | ------------- | ------------- | ------------- | ------------- | ------------- | ------------- | ------------- | ------------- | ------------- | ------------- | ------------- | ------------- | ------------- | ------------- | ------------- |
| Pts.          | 10            | 7             | 5             | 4             | 3             | 2             | 1             |               |               |               |               |               |               |               |               |
| Carrera       |               |               |               |               |               |               |               |               |               |               |               |               |               |               |               |
| Pts.          | 40            | 35            | 30            | 27            | 24            | 21            | 18            | 15            | 13            | 11            | 9             | 7             | 5             | 3             | 1             |

Ronda 2-10
| Pos.              | 1.º           | 2.º           | 3.º           | 4.º           | 5.º           | 6.º           | 7.º           | 8.º           | 9.º           | 10.º          | 11.º          | 12.º          | 13.º          | 14.º          | 15.º          |
| Clasificación     | Clasificación | Clasificación | Clasificación | Clasificación | Clasificación | Clasificación | Clasificación | Clasificación | Clasificación | Clasificación | Clasificación | Clasificación | Clasificación | Clasificación | Clasificación |
| ----------------- | ------------- | ------------- | ------------- | ------------- | ------------- | ------------- | ------------- | ------------- | ------------- | ------------- | ------------- | ------------- | ------------- | ------------- | ------------- |
| Pts.              | 10            | 7             | 5             | 4             | 3             | 2             | 1             |               |               |               |               |               |               |               |               |
| Carrera principal |               |               |               |               |               |               |               |               |               |               |               |               |               |               |               |
| Pts.              | 40            | 35            | 30            | 27            | 24            | 21            | 18            | 15            | 13            | 11            | 9             | 7             | 5             | 3             | 1             |
| Carrera larga     |               |               |               |               |               |               |               |               |               |               |               |               |               |               |               |
| Pts.              | 35            | 30            | 27            | 24            | 21            | 18            | 15            | 13            | 11            | 9             | 7             | 5             | 3             | 2             | 1             |

## Clasificaciones
Fuente:

### Campeonato de Pilotos
| Pos. | Piloto              | ROS  | ROS | OBE | OBE | ALB  | ALB | TRH | TRH  | MER | MER | EPI  | EPI | CUR  | CUR | TBA | TBA | GOI | GOI | INT | INT | Pts. |
| Pos. | Piloto              | RD1  | RD2 | RD1 | RD2 | RD1  | RD2 | RD1 | RD2  | RD1 | RD2 | RD1  | RD2 | RD1  | RD2 | RD1 | RD2 | RD1 | RD2 | RD1 | RD2 | Pts. |
| ---- | ------------------- | ---- | --- | --- | --- | ---- | --- | --- | ---- | --- | --- | ---- | --- | ---- | --- | --- | --- | --- | --- | --- | --- | ---- |
| 1    | Leonel Pernía       | 14   | 3   | 1   | 3   | 1    | 5   | 42  | 2    | 12  | 4   | 12   | 12  | 43   | 4   |     |     |     |     |     |     | 462  |
| 2    | Nelson Piquet, Jr.  | 2    | 8   | 32  | Ret | Ret2 | 6   | 21  | 3    | 21  | 10  | 21   | 11  | 2    | 8   |     |     |     |     |     |     | 350  |
| 3    | Pedro Cardoso       | 3    | 2   | 24  | 2   | 46   | 8   | 13  | 6    | 6   | Ret | 3    | 4   | DNS  | 6   |     |     |     |     |     |     | 339  |
| 4    | Raphael Reis        | 65   | 10  | 56  | 5   | 23   | 4   | 13  | 97   | 45  | 2   | 6    | 1   | 34   | 5   |     |     |     |     |     |     | 332  |
| 5    | Juan Ángel Rosso    | 57   | 5   | 107 | 1   | 8    | 2   | Ret | Ret6 | 57  | 1   | 87   | 2   | 6    | 1   |     |     |     |     |     |     | 305  |
| 6    | Tiago Pernía        | 41   | Ret | 43  | 10  | DNS4 | 9   | 5   | 8    | 7   | 8   | Ret5 | 5   | 1    | 7   |     |     |     |     |     |     | 250  |
| 7    | Fabián Yannantuoni  | Ret6 | Ret | 65  | 13  | 35   | 3   | 34  | 1    | Ret | 5   | 54   | 9   | DNS6 | 3   |     |     |     |     |     |     | 247  |
| 8    | Fabricio Pezzini    | 12   | 1   | 7   | 4   | 6    | 1   | Ret | 4    | 34  | 3   |      |     |      |     |     |     |     |     |     |     | 225  |
| 9    | Genaro Rasetto      | DNS  | 7   | 9   | 6   | 10   | 10  | 7   | 7    | 8   | 9   |      |     | 5    | 9   |     |     |     |     |     |     | 163  |
| 10   | Mariano Pernía      | 8    | Ret | 11  | Ret | 7    | 7   | 65  | 5    | 113 | 6   | 9    | 13  | Ret7 | Ret |     |     |     |     |     |     | 146  |
| 11   | Adrián Chiriano     | 9    | Ret | 13  | 8   | 11   | 14  | 11  | 10   | 12  | 12  | 11   | 6   | 10   | 10  |     |     |     |     |     |     | 119  |
| 12   | Lucho Ramírez       | 7    | 4   | 8   | 12  | 57   | 11  | 8   | 14   | 14  | 13  |      |     |      |     |     |     |     |     |     |     | 117  |
| 13   | Enzo Gianfratti     |      |     | 14  | 7   | Ret  | 13  | 10  | 11   | 10  | Ret | Ret  | 7   | 8    | 13  |     |     |     |     |     |     | 83   |
| 14   | Maria Nienkötter    | 10   | 9   | 15  | 11  | Ret  | 15  | 12  | 12   | 13  | 11  | 13   | 10  | Ret  | 11  |     |     |     |     |     |     | 76   |
| 15   | Santino Balerini    | 11   | 6   | 12  | 9   | 12   | Ret |     |      |     |     |      |     |      |     |     |     |     |     |     |     | 52   |
| 16   | Leonardo Reis       |      |     |     |     |      |     |     |      |     |     |      |     | 7    | 2   |     |     |     |     |     |     | 48   |
| 17   | Joaquín Cáfaro      |      |     |     |     |      |     |     |      | 9   | 7   | 7    | Ret |      |     |     |     |     |     |     |     | 46   |
| 18   | Benjamín Hites      |      |     |     |     |      |     |     |      |     |     | 10   | 3   |      |     |     |     |     |     |     |     | 38   |
| 19   | Exequiel Bastidas   |      |     |     |     | 9    | 12  | 9   | 13   |     |     |      |     |      |     |     |     |     |     |     |     | 36   |
| 20   | Juan Manuel Casella |      |     |     |     |      |     |     |      |     |     | 46   | Ret |      |     |     |     |     |     |     |     | 29   |
| 21   | Carlos Silva        |      |     |     |     |      |     |     |      |     |     | 12   | 8   |      |     |     |     |     |     |     |     | 20   |
| 22   | Fernando Croce      |      |     |     |     |      |     |     |      |     |     |      |     | 11   | 12  |     |     |     |     |     |     | 14   |
| 23   | Celso Neto          |      |     |     |     |      |     |     |      |     |     |      |     | 9    | Ret |     |     |     |     |     |     | 13   |
| 24   | Tomás Fernández     |      |     |     |     |      |     |     |      |     |     | 14   | DNS |      |     |     |     |     |     |     |     | 3    |
| Pos. | Piloto              | ROS  | ROS | OBE | OBE | ALB  | ALB | TRH | TRH  | MER | MER | EPI  | EPI | CUR  | CUR | TBA | TBA | GOI | GOI | INT | INT | Pts. |

#### Copa Trophy
| Pos. | Piloto           | ROS | ROS | OBE | OBE | ALB  | ALB | TRH | TRH | MER | MER | EPI  | EPI | BHT  | BHT | CUR | CUR | TBA | TBA | INT | INT | Pts. |
| Pos. | Piloto           | RD1 | RD2 | RD1 | RD2 | RD1  | RD2 | RD1 | RD2 | RD1 | RD2 | RD1  | RD2 | RD1  | RD2 | RD1 | RD2 | RD1 | RD2 | RD1 | RD2 | Pts. |
| ---- | ---------------- | --- | --- | --- | --- | ---- | --- | --- | --- | --- | --- | ---- | --- | ---- | --- | --- | --- | --- | --- | --- | --- | ---- |
| 1    | Adrián Chiriano  | 1   | Ret | 1   | 2   | 12   | 2   | 21  | 1   | 2   | 2   | 12   | 1   | 2    | 1   |     |     |     |     |     |     | 159  |
| 2    | Enzo Gianfratti  |     |     | 2   | 1   | Ret1 | 1   | 12  | 2   | 1   | Ret | Ret3 | 2   | 1    | 4   |     |     |     |     |     |     | 108  |
| 3    | Maria Nienkötter | 2   | 1   | 3   | 3   | Ret3 | 3   | 3   | 3   | 3   | 1   | 34   | 4   | Ret3 | 2   |     |     |     |     |     |     | 100  |
| 4    | Carlos Silva     |     |     |     |     |      |     |     |     |     |     | 21   | 3   |      |     |     |     |     |     |     |     | 21   |
| 5    | Fernando Croce   |     |     |     |     |      |     |     |     |     |     |      |     | 34   | 3   |     |     |     |     |     |     | 14   |
| 6    | Tomás Fernández  |     |     |     |     |      |     |     |     |     |     | 45   | DNS |      |     |     |     |     |     |     |     | 6    |
| Pos. | Piloto           | ROS | ROS | OBE | OBE | ALB  | ALB | TRH | TRH | MER | MER | EPI  | EPI | BHT  | BHT | CUR | CUR | TBA | TBA | INT | INT | Pts. |

### Campeonato de Equipos
| Pos. | Equipo              | N.º | ROS  | ROS | OBE | OBE | ALB  | ALB | TRH | TRH  | MER | MER | EPI  | EPI | CUR  | CUR | TBA | TBA | GOI | GOI | INT | INT | Pts. |
| Pos. | Equipo              | N.º | RD1  | RD2 | RD1 | RD2 | RD1  | RD2 | RD1 | RD2  | RD1 | RD2 | RD1  | RD2 | RD1  | RD2 | RD1 | RD2 | RD1 | RD2 | RD1 | RD2 | Pts. |
| ---- | ------------------- | --- | ---- | --- | --- | --- | ---- | --- | --- | ---- | --- | --- | ---- | --- | ---- | --- | --- | --- | --- | --- | --- | --- | ---- |
| 1    | Honda YPF Racing    | 44  | 14   | 3   | 1   | 3   | 1    | 5   | 42  | 2    | 12  | 4   | 12   | 12  | 43   | 4   |     |     |     |     |     |     | 798  |
| 1    | Honda YPF Racing    | 33  | 2    | 8   | 32  | Ret | Ret2 | 6   | 21  | 3    | 21  | 10  | 21   | 11  | 2    | 8   |     |     |     |     |     |     | 798  |
| 1    | Honda YPF Racing    | 85  | 41   | Ret | 43  | 10  | DNS4 | 9   | 5   | 8    | 7   | 8   | Ret5 | 5   | 1    | 7   |     |     |     |     |     |     | 798  |
| 1    | Honda YPF Racing    | 55  | 8    | Ret | 11  | Ret | 7    | 7   | 65  | 5    | 113 | 6   | 9    | 13  | Ret7 | Ret |     |     |     |     |     |     | 798  |
| 1    | Honda YPF Racing    | 88  | 9    | Ret | 13  | 8   | 11   | 14  | 11  | 10   | 12  | 12  | 11   | 6   | 10   | 10  |     |     |     |     |     |     | 798  |
| 2    | W2 Pro GP           | 77  | 65   | 10  | 56  | 5   | 23   | 4   | 13  | 97   | 45  | 2   | 6    | 1   | 34   | 5   |     |     |     |     |     |     | 634  |
| 2    | W2 Pro GP           | 113 | 12   | 1   | 7   | 4   | 6    | 1   | Ret | 4    | 34  | 3   |      |     |      |     |     |     |     |     |     |     | 634  |
| 2    | W2 Pro GP           | 60  |      |     |     |     |      |     |     |      |     |     | 46   | Ret |      |     |     |     |     |     |     |     | 634  |
| 2    | W2 Pro GP           | 293 |      |     |     |     |      |     |     |      |     |     |      |     | 7    | 2   |     |     |     |     |     |     | 634  |
| 3    | Paladini Racing     | 5   | Ret6 | Ret | 65  | 13  | 35   | 3   | 34  | 1    | Ret | 5   | 54   | 9   | DNS6 | 3   |     |     |     |     |     |     | 551  |
| 3    | Paladini Racing     | 16  | 57   | 5   | 107 | 1   | 8    | 2   | Ret | Ret6 | 57  | 1   | 87   | 2   | 6    | 1   |     |     |     |     |     |     | 551  |
| 3    | Paladini Racing     | 95  | 11   | 6   | 12  | 9   | 12   | Ret |     |      |     |     |      |     |      |     |     |     |     |     |     |     | 551  |
| 3    | Paladini Racing     | 51  |      |     |     |     | 9    | 12  | 9   | 13   |     |     |      |     |      |     |     |     |     |     |     |     | 551  |
| 3    | Paladini Racing     | 36  |      |     |     |     |      |     |     |      |     |     | 12   | 8   |      |     |     |     |     |     |     |     | 551  |
| 3    | Paladini Racing     | 11  |      |     |     |     |      |     |     |      |     |     | 14   | DNS |      |     |     |     |     |     |     |     | 551  |
| 3    | Paladini Racing     | 22  |      |     |     |     |      |     |     |      |     |     |      |     | 9    | Ret |     |     |     |     |     |     | 551  |
| 4    | PMO Racing          | 1   | 3    | 2   | 24  | 2   | 46   | 8   | 13  | 6    | 6   | Ret | 3    | 4   | DNS  | 6   |     |     |     |     |     |     | 547  |
| 4    | PMO Racing          | 3   | 7    | 4   | 8   | 12  | 57   | 11  | 8   | 14   | 14  | 13  |      |     |      |     |     |     |     |     |     |     | 547  |
| 4    | PMO Racing          | 66  | DNS  | 7   | 9   | 6   | 10   | 10  | 7   | 7    | 8   | 9   |      |     | 5    | 9   |     |     |     |     |     |     | 547  |
| 4    | PMO Racing          | 8   |      |     |     |     |      |     |     |      | 9   | 7   | 7    | Ret |      |     |     |     |     |     |     |     | 547  |
| 4    | PMO Racing          | 21  |      |     |     |     |      |     |     |      |     |     | 10   | 3   |      |     |     |     |     |     |     |     | 547  |
| 4    | PMO Racing          | 84  |      |     |     |     |      |     |     |      |     |     |      |     | 11   | 12  |     |     |     |     |     |     | 547  |
| 5    | Cobra Racing Team   | 23  | 10   | 9   | 15  | 11  | Ret  | 15  | 12  | 12   | 13  | 11  | 13   | 10  | Ret  | 11  |     |     |     |     |     |     | 76   |
| 6    | Porthack Racing     | 19  |      |     | 14  | 7   | Ret  | 13  | 10  | 11   | 10  | Ret | Ret  | 7   |      |     |     |     |     |     |     |     | 65   |
| 7    | G Racing Motorsport | 19  |      |     |     |     |      |     |     |      |     |     |      |     | 8    | 13  |     |     |     |     |     |     | 18   |
| Pos. | Equipo              | N.º | ROS  | ROS | OBE | OBE | ALB  | ALB | TRH | TRH  | MER | MER | EPI  | EPI | CUR  | CUR | TBA | TBA | GOI | GOI | INT | INT | Pts. |